# 1964年東京オリンピックの陸上競技
1964年東京オリンピックの陸上競技（1964ねんとうきょうオリンピックのりくじょうきょうぎ）は、1964年10月14日から10月21日までの競技日程で、新宿区の国立霞ヶ丘競技場陸上競技場で実施された。

## 概要
男子は24種目、女子は400mと五種競技が新たに追加され12種目で争われた。

## 競技結果

### 男子
| 種目         | 金                                                                                               | 金        | 銀                                                                                                   | 銀        | 銅 | 銅        |
| ------------ | ------------------------------------------------------------------------------------------------ | --------- | --- | --------- | --- | --------- |
| 100m         | ボブ・ヘイズ アメリカ合衆国 (USA)                                                                | 10秒0     | エンリケ・フィゲロラ キューバ (CUB)                                                                  | 10秒2     | ハリー・ジェローム カナダ (CAN)                                                                        | 10秒2     |
| 200m         | ヘンリー・カー アメリカ合衆国 (USA)                                                              | 20秒3     | ポール・ドレイトン アメリカ合衆国 (USA)                                                              | 20秒5     | エドウィン・ロバーツ トリニダード・トバゴ (TRI)                                                        | 20秒6     |
| 400m         | マイケル・ララビー アメリカ合衆国 (USA)                                                          | 45秒1     | ウェンデル・モトリー トリニダード・トバゴ (TRI)                                                      | 45秒2     | アンジェイ・バデンスキ ポーランド (POL)                                                                | 45秒5     |
| 800m         | ピーター・スネル ニュージーランド (NZL)                                                          | 1分45秒1  | ビル・クロザース カナダ (CAN)                                                                        | 1分45秒6  | ウィルソン・キプルグト ケニア (KEN)                                                                    | 1分45秒9  |
| 1500m        | ピーター・スネル ニュージーランド (NZL)                                                          | 3分38秒1  | ヨゼフ・オドロジル チェコスロバキア (TCH)                                                            | 3分39秒6  | ジョン・デービス ニュージーランド (NZL)                                                                | 3分39秒6  |
| 5000m        | ロバート・シュール アメリカ合衆国 (USA)                                                          | 13分48秒8 | ハラルト・ノルポト 東西統一ドイツ (EUA)                                                              | 13分49秒6 | ビル・デリンジャー アメリカ合衆国 (USA)                                                                | 13分49秒8 |
| 10000m       | ビリー・ミルズ アメリカ合衆国 (USA)                                                              | 28分24秒4 | モハメド・ガムーディ チュニジア (TUN)                                                                | 28分24秒8 | ロン・クラーク オーストラリア (AUS)                                                                    | 28分25秒8 |
| マラソン     | アベベ・ビキラ エチオピア (ETH)                                                                  | 2:12:11   | ベイジル・ヒートリー イギリス (GBR)                                                                  | 2:16:19   | 円谷幸吉 日本 (JPN)                                                                                    | 2:16:22   |
| 110mハードル | ヘイズ・ジョーンズ アメリカ合衆国 (USA)                                                          | 13秒6     | ブレイン・リンドグレン アメリカ合衆国 (USA)                                                          | 13秒7     | アナトリー・ミハイロフ ソビエト連邦 (URS)                                                              | 13秒7     |
| 400mハードル | レックス・コーリー アメリカ合衆国 (USA)                                                          | 49秒6     | ジョン・クーパー イギリス (GBR)                                                                      | 50秒1     | サルバトーレ・モラーレ イタリア (ITA)                                                                  | 50秒1     |
| 3000m障害    | ガストン・ローランツ ベルギー (BEL)                                                              | 8分30秒8  | モーリス・ヘリオット イギリス (GBR)                                                                  | 8分32秒4  | イワン・ベリャエフ ソビエト連邦 (URS)                                                                  | 8分33秒8  |
| 4x100mリレー | アメリカ合衆国 ポール・ドレイトン ジェラルド・アシュワース リチャード・ステッビンス ボブ・ヘイズ | 39秒0     | ポーランド アンジェイ・ジエリニスキ ヴィエスワフ・マニアク マリアン・フォイク マリアン・ドゥジアック | 39秒3     | フランス ポール・ジュヌヴェ ベルナール・レドブール クロード・ピケマル ジョスリン・デルクール           | 39秒4     |
| 4x400mリレー | アメリカ合衆国 オラン・キャッセル マイケル・ララビー ユリス・ウィリアムズ ヘンリー・カー         | 3分00秒7  | イギリス ティム・グラハム エイドリアン・メトカーフ ジョン・クーパー ロビー・ブライトウェル           | 3分01秒6  | トリニダード・トバゴ エドウィン・スキナー ケント・バーナード エドウィン・ロバーツ ウェンデル・モトリー | 3分01秒7  |
| 20km競歩     | ケネス・マシューズ イギリス (GBR)                                                                | 1:29:34   | ディーター・リントナー 東西統一ドイツ (EUA)                                                          | 1:31:13   | ウラジミル・ゴルブニチー ソビエト連邦 (URS)                                                            | 1:31:59   |
| 50km競歩     | アブドン・パミッチ イタリア (ITA)                                                                | 4:11:12   | ポール・ニヒル イギリス (GBR)                                                                        | 4:11:31   | イングヴァール・ペッテション スウェーデン (SWE)                                                        | 4:14:17   |
| 走幅跳       | リン・デーヴィス イギリス (GBR)                                                                  | 8m07cm    | ラルフ・ボストン アメリカ合衆国 (USA)                                                                | 8m03cm    | イゴール・テルオバネシアン ソビエト連邦 (URS)                                                          | 7m99cm    |
| 三段跳       | ヨゼフ・シュミット ポーランド (POL)                                                              | 16m85cm   | オレグ・フェドセーエフ ソビエト連邦 (URS)                                                            | 16m58cm   | ビクトル・クラフチェンコ ソビエト連邦 (URS)                                                            | 16m57cm   |
| 走高跳       | ワレリー・ブルメル ソビエト連邦 (URS)                                                            | 2m18cm    | ジョン・トーマス アメリカ合衆国 (USA)                                                                | 2m18cm    | ジョン・ランボー アメリカ合衆国 (USA)                                                                  | 2m18cm    |
| 棒高跳       | フレッド・ハンセン アメリカ合衆国 (USA)                                                          | 5m10cm    | ヴォルフガング・ラインハルト 東西統一ドイツ (EUA)                                                    | 5m05cm    | クラウス・レーネルツ 東西統一ドイツ (EUA)                                                              | 5m00cm    |
| 砲丸投       | ダラス・ロング アメリカ合衆国 (USA)                                                              | 20m33cm   | ランディ・マトソン アメリカ合衆国 (USA)                                                              | 20m20cm   | ヴィルモシュ・バリュ ハンガリー (HUN)                                                                  | 19m39cm   |
| 円盤投       | アル・オーター アメリカ合衆国 (USA)                                                              | 61m00cm   | ルドビク・ダネク チェコスロバキア (TCH)                                                              | 60m52cm   | デーブ・ウェイル アメリカ合衆国 (USA)                                                                  | 59m49cm   |
| ハンマー投   | ロムアルド・クリム ソビエト連邦 (URS)                                                            | 69m74cm   | ジュラ・ジボツキー ハンガリー (HUN)                                                                  | 69m09cm   | ウーベ・バイヤー 東西統一ドイツ (EUA)                                                                  | 68m95cm   |
| やり投       | パウリ・ネバラ フィンランド (FIN)                                                                | 82m66cm   | ジェルジ・クルチャール ハンガリー (HUN)                                                              | 82m32cm   | ヤーニス・ルーシス ソビエト連邦 (URS)                                                                  | 80m57cm   |
| 十種競技     | ウィリー・ホルドルフ 東西統一ドイツ (EUA)                                                        | 7887点    | レイン・アウン ソビエト連邦 (URS)                                                                    | 7842点    | ハンス・ヨアヒム・ヴァルデ 東西統一ドイツ (EUA)                                                        | 7809点    |

### 女子
| 種目         | 金                                                                                               | 金       | 銀                                                                                             | 銀       | 銅                                                                                 | 銅       |
| ------------ | ------------------------------------------------------------------------------------------------ | -------- | ---------------------------------------------------------------------------------------------- | -------- | ---------------------------------------------------------------------------------- | -------- |
| 100m         | ワイオミア・タイアス アメリカ合衆国 (USA)                                                        | 11秒4    | エディス・マガイヤー アメリカ合衆国 (USA)                                                      | 11秒6    | エワ・クロブコフスカ ポーランド (POL)                                              | 11秒6    |
| 200m         | エディス・マガイヤー アメリカ合衆国 (USA)                                                        | 23秒0    | イレーナ・シェビンスカ ポーランド (POL)                                                        | 23秒1    | マリリン・ブラック オーストラリア (AUS)                                            | 23秒1    |
| 400m         | ベティ・カスバート オーストラリア (AUS)                                                          | 52秒0    | アン・パッカー イギリス (GBR)                                                                  | 52秒2    | ジュディ・アムーア オーストラリア (AUS)                                            | 53秒4    |
| 800m         | アン・パッカー イギリス (GBR)                                                                    | 2分01秒1 | マリボンヌ・デュビュリエ フランス (FRA)                                                        | 2分01秒9 | マリーズ・チェンバレン ニュージーランド (NZL)                                      | 2分02秒8 |
| 80mハードル  | カリン・バルツァー 東西統一ドイツ (EUA)                                                          | 10秒5    | テレサ・チェプラ ポーランド (POL)                                                              | 10秒5    | パム・キルボーン オーストラリア (AUS)                                              | 10秒5    |
| 4x100mリレー | ポーランド テレサ・チェプラ イレーナ・キルシェンシュテイン ハリナ・ゴレツカ エワ・クロブコフスカ | 43秒6    | アメリカ合衆国 ウィリー・ホワイト ワイオミア・タイアス マリリン・ホワイト エディス・マガイヤー | 43秒9    | イギリス ジャネット・シンプソン マリー・ランド ダフネ・アーデン ドロシー・ハイマン | 44秒0    |
| 走高跳       | ヨランダ・バラシュ ルーマニア (ROM)                                                              | 1m90cm   | ミシェル・ブラウン オーストラリア (AUS)                                                        | 1m80cm   | タイシア・チェンチク ソビエト連邦 (URS)                                            | 1m78cm   |
| 走幅跳       | マリー・ランド イギリス (GBR)                                                                    | 6m76cm   | イレーナ・キルシェンシュテイン ポーランド (POL)                                                | 6m60cm   | タチアナ・シチェルカノワ ソビエト連邦 (URS)                                        | 6m42cm   |
| 砲丸投       | タマラ・プレス ソビエト連邦 (URS)                                                                | 18m14cm  | レナーテ・クルムベルガー 東西統一ドイツ (EUA)                                                  | 17m61cm  | ガリナ・ジビナ ソビエト連邦 (URS)                                                  | 17m45cm  |
| 円盤投       | タマラ・プレス ソビエト連邦 (URS)                                                                | 57m27cm  | イングリッド・ロッツ 東西統一ドイツ (EUA)                                                      | 57m21cm  | リア・マノリウ ルーマニア (ROM)                                                    | 56m97cm  |
| やり投       | ミハエラ・ペネス ルーマニア (ROM)                                                                | 60m54cm  | マールタ・ルダシュ ハンガリー (HUN)                                                            | 58m27cm  | エレーナ・ゴルチャコワ ソビエト連邦 (URS)                                          | 57m06cm  |
| 五種競技     | イリーナ・プレス ソビエト連邦 (URS)                                                              | 5246点   | マリー・ランド イギリス (GBR)                                                                  | 5035点   | ガリーナ・ブィストロワ ソビエト連邦 (URS)                                          | 4956点   |

## 各国メダル数
| 順 | 国・地域                   | 金 | 銀 | 銅 | 計 |
| -- | -------------------------- | -- | -- | -- | -- |
| 1  | アメリカ合衆国 (USA)       | 14 | 7  | 3  | 24 |
| 2  | ソビエト連邦 (URS)         | 5  | 2  | 11 | 18 |
| 3  | イギリス (GBR)             | 4  | 7  | 1  | 12 |
| 4  | 東西統一ドイツ (EUA)       | 2  | 5  | 3  | 10 |
| 5  | ポーランド (POL)           | 2  | 4  | 2  | 8  |
| 6  | ニュージーランド (NZL)     | 2  | 0  | 2  | 4  |
| 7  | ルーマニア (ROM)           | 2  | 0  | 1  | 3  |
| 8  | オーストラリア (AUS)       | 1  | 1  | 4  | 6  |
| 9  | イタリア (ITA)             | 1  | 0  | 1  | 2  |
| 10 | ベルギー (BEL)             | 1  | 0  | 0  | 1  |
| 10 | エチオピア (ETH)           | 1  | 0  | 0  | 1  |
| 10 | フィンランド (FIN)         | 1  | 0  | 0  | 1  |
| 13 | ハンガリー (HUN)           | 0  | 3  | 1  | 4  |
| 14 | チェコスロバキア (TCH)     | 0  | 2  | 0  | 2  |
| 15 | トリニダード・トバゴ (TRI) | 0  | 1  | 2  | 3  |
| 16 | カナダ (CAN)               | 0  | 1  | 1  | 2  |
| 16 | フランス (FRA)             | 0  | 1  | 1  | 2  |
| 18 | キューバ (CUB)             | 0  | 1  | 0  | 1  |
| 18 | チュニジア (TUN)           | 0  | 1  | 0  | 1  |
| 20 | 日本 (JPN)                 | 0  | 0  | 1  | 1  |
| 20 | ケニア (KEN)               | 0  | 0  | 1  | 1  |
| 20 | スウェーデン (SWE)         | 0  | 0  | 1  | 1  |